# Hauptamt SS Gericht
Hauptamt SS Gericht, o HA SS Gericht, era l'Ufficio legale delle SS, che amministrava l'aspetto disciplinare del codice legislativo speciale cui erano soggetti i membri delle SS e della polizia.
Con sede a Monaco di Baviera, il dipartimento era un ampliamento del vecchio SS Gericht, un ufficio che svolgeva indagini per conto di Himmler tra i membri del corpo delle SS sulle trasgressioni disciplinari e sulle infrazioni al codice d'onore delle SS. Questo ufficio istruiva e portava avanti i processi ed era responsabile del condono e della sospensione della pena. L'ufficio controllava inoltre tutti i tribunali delle SS situati nelle varie città della Germania e nelle varie nazioni occupate.
Il dipartimento fu diretto dall'SS-Gruppenführer Paul Scharfe, fino alla sua morte e poi dall'SS-Obergruppenführer Franz Breithaupt.

## Il sistema giudiziario delle SS
Un aspetto poco noto, ma di cui si deve tenere conto, quando si parla delle SS e della polizia tedesca durante il periodo nazista, è il fatto che queste due organizzazioni furono sempre poste al di sopra del comune sistema legale tedesco. Con la formazione dell'SS- und Polizeigerichtsbarkeit ("giurisdizione speciale delle SS e della polizia") durante il 1939-1940, gli uomini delle SS potevano essere riconosciuti colpevoli di crimini e trasgressioni commessi all'interno e all'esterno della Germania soltanto dagli ufficiali disciplinari e dai tribunali delle SS.
Di fatto tutto ciò garantì all'intera organizzazione delle SS l'immunità dai normali procedimenti giudiziari e di conseguenza il diritto legale, in linea con i propri principi, di arrestare, imprigionare, maltrattare e in conclusione sterminare gli oppositori: questo spiega perché dopo la guerra gli uomini delle SS si limitavano a ribadire: "Avevamo semplicemente obbedito agli ordini". Era infatti stato dato loro il diritto legale di uccidere, e quindi era il rifiuto di obbedire a tali ordini che li portava al di fuori della legalità e quindi li rendeva punibili.
| Controllo di autorità | LCCN (EN) nr98014271 · J9U (EN, HE) 987011288701405171 |